# Исък Кул
Алакол (на киргизки: Ысык-Көл, горещо езеро; на руски: Иссык Куль) е голямо безотточно, солено езеро в Северен Тяншан, в североизточната част на Киргизстан (Исъккулска област), едно от най-големите планински езера в света.

## Географско описание

### Геаграфски показатели, брегове
Езерото Исък Кул заема дъното на обширната Исъккулска котловина, простираща се между тюншанските хребети Кунгей Алатау на север и Терскей Алатау на юг, разположено на 1608 m н.в. Площ 6236 km² (по други данни 6330 km²), дължина 178 km, максимална ширина 58 km, дълбочина до 668 m (по други данни, до 702 m), средна дълбочина 278 m, обем 1738 km³. Бреговата линия на езерото е слабо разчленена. По-големи заливи има в източната и югоизточната му част (Тюпски, Джергалански, Покровски). Дължината на бреговата линия е 587 km, като половината от нея е заета от пясъчни плажове, но се срещат и тинести и чакълести брегове.

### Водосборен басейн, историческа справка
В езерото се вливат над 50 реки, като общия годишен воден приток превишава 3 km³. Площта на водосборния му басейн е около 21 900 km³. По-големите реки вливащи се него са: Колмек Суу, Тьор Айгър, Чирпикти, Чок Тал, Чонг Аксуу, Тюп, Джергалан (среден годишен отток в устието 22 m³/s), Аксай, Ак Терек, Туура Суу и др.
По западната периферия на Исъккулската котловина протича река Чу, на 6 km западно от езерото и днес няма връзка с него. В миналото, когато климатът е бил по-влажен и нивото на езерото е било с 10 – 12 m по-високо от сегашното се е осъществявал отток от Исък Кул в река Чу. Последната такава многоводна епоха е била през 17 и 18 век. За колебанията на езерното ниво, предизвикани от промяната на климатичните условия, свидетелстват надзаливните езерни тераси на височина 8 – 10 m и подводните развалини на бивши селища на дълбочина до 8 m. В течение на последните два века нивото на Исък Кул се понижава, като от 1886 г. е спаднало с 8 m (по други данни със 7 m) и на този фон стават малките вътрешновековните колебания. Освен с промените на климата образуването на най-високите речни тераси (на 35 – 40 m над сегашното равнище) са предизвикани и от неотектонските движения на земната кора.

### Климатични показатели
Климатът в езерната котловина е умерен, топъл, сух. Средната юлска температура на брега на езерото е 16 – 17 °C, средната януарска температура на запад е от -2 до -3 °C, а на изток – от -4 до -7 °C. Годишната сума на валежите е около 250 mm и варира от 110 mm на запад до 470 mm на изток. Годишната сума на изпарението е около 700 mm. В западните и източните части на езерото са характерни честите силни ветрове (до 30 – 40 m/s), предизвикващи щормови вълни с височина до 3 – 4 m.

### Хидроложки показатели
Подхранването на езерото е смесено, като преобладава снежното и пълноводието е от края на пролетта и през лятото, когато става снего- и ледотопенето в околните високи планини. Годишното колебание на нивото на водата в езерото е 10 – 50 sm. Най-високо ниво се наблюдава през месеците август и септември, а най-ниско – през февруари и март. В западната част има слаби приливни вълни предизвикани от ветровете. Температурата на водата на повърхността през януари е 2 – 3 °C, а през юли и август 19 – 20 °C. На дълбочина под 100 m температурата на водата целогодишно е постоянна от 3,5 до 4 °C. Ледена покривка се образува само в заливите и то при студени зими. Цветът на водата е син (прозрачност над 12 m), солеността е 5,8‰ и е непригодна за пиене и напояване. Дъното на заливите на дълбочина до 30 m почти повсеместно е покрито с харови водорасли, растящи върху глини и тиня.

### Растетелен и животински свят
В езерото Исък Кул обитават около 20 вида риби, някои от които са с промишлено значение. В малките заливи и в западната част на езерото ежегодно зимуват от 20 до 50 хил. водоплаващи птици и тези участъци от бреговете на езерото са включени в седемте сектора на Исъккулския природен резерват.

## Стопанско значение
Във водите на езерото функционира редовно товарно и пътническо корабоплаване. Основните пристанища са Балъкчи, Тюп и Пристан Пржевалск. В близост до последното е гробът на видния руски пътешественик Николай Пржевалски. Болшинството от населените места са разположени по северното крайбрежие и източната част на котловината, в т.ч. градовете Балъкчи и Чолпон Ата (на северния бряг) и Каракол (бивш Пржевалск, на 7 km източно от езерото). Основният поминък на населението е земеделие, скотовъдство, градинарство и риболов. По цялото крайбрежие са разположени множество почивни станции, туристически бази и климатични курорти (Чолпон Ата, на северния бряг), Тамга (на южния бряг).

## Екологична обстановка
През лятото на 1998 година при превозването на отровни вещества в резултат на авария в един от притоците на езерото – река Барскоон – се изливат няколко тона цианид. Всяка година на мястото на аварията се провежда мониторинг.

## Топографска карта
- К-43-Б, М 1:500000[2]
- К-44-А, М 1:500000[3]